# Legnatia maculiscutis
Legnatia maculiscutis är en stekelart som först beskrevs av Cameron 1907.  Legnatia maculiscutis ingår i släktet Legnatia och familjen brokparasitsteklar. Inga underarter finns listade i Catalogue of Life.